# Rob Brown (acteur)
Rob Brown  (New York, 1 maart 1984) is een Amerikaans acteur. 

## Biografie
Brown werd geboren in de borough Harlem van New York waar hij afstudeerde aan de Poly Prep Country Day School. Hier was hij ook actief in basketbal en American football. 
Brown begon in 2000 met acteren in de film Finding Forrester, waarna hij nog meerdere rollen speelde in films en televisieseries. Zo speelde hij in onder andere Treme (2010-2013) en Blindspot (2015-2017). 

## Filmografie

### Films
Uitgezonderd korte films.
- 2023 Love & Murder: Atlanta Playboy - als Carter brighton
- 2015 Criminal Activities - als Bryce
- 2013 Don Jon - als Bobby
- 2012 The Dark Knight Rises - als Allen
- 2008 The Express - als Ernie Davis
- 2008 Stop-Loss - als Isaac 'Eyeball' Butler
- 2007 Live! - als Byron
- 2006 Take the Lead - als Rock
- 2005 Coach Carter - als Kenyon Stone
- 2000 Finding Forrester - als Jamal Wallace

### Televisieseries
Uitgezonderd eenmalige gastrollen.
- 2022 We Own This City - als Maurice Ward - 4 afl.
- 2015-2020 Blindspot - als FBI agent Edgar Reade - 92 afl.
- 2016-2017 Shooter - als Donny Fenn - 5 afl.
- 2010-2013 Treme - als Delmond Lambreaux - 38 afl.

## Prijzen

### Black Reel Award
- 2001 in de categorie Beste Acteur in een Bijrol met de film Finding Forrester – genomineerd.

### NAACP Image Award
- 2009 in de categorie Uitstekende Acteur in een Film met de film The Express - genomineerd.

### Satellite Awards
- 2001 in de categorie Uitstekend Nieuw Talent - gewonnen.

### Young Artist Award
- 2001 in de categorie Beste Optreden in een Film door een Jeugdacteur met de film Finding Forrester - gewonnen.

- Bibsys: 1040101
- Bibliothèque nationale de France: cb14051985p (data)
- Gemeinsame Normdatei: 1074706366
- International Standard Name Identifier: 0000 0001 1047 5569
- Library of Congress Control Number: no2001032905
- MusicBrainz: 9e213565-4f76-4eff-8946-a4358f44fd17
- Nationale Bibliotheek van Tsjechië: pna2005261942
- Nationale Bibliotheek van Israël: 987007524520405171
- SNAC: w6sb7nbd
- Système universitaire de documentation: 125197829
- Virtual International Authority File: 27269367
- WorldCat: E39PBJgCH8dXPwWtx6hFdwRh73